# صاحب
الصاحب الملازم، إنسانا أو حيوانا أو مكانا أو زمانا، ولا فرق بين كون مصاحبته بالبدن وهو الأصل والأكثر أو بالعناية والهمة. ولا يقال عرفا إلا لمن كثرت ملازمته. ويقال لمالك الشئ صاحبه، وكذا لمن يملك التصرف فيه. ويضاف الـصاحب إلى مسوسه كصاحب الجيش، سائسه كصاحب الأمير. والمـصاحبة والاصطحاب أبلغ من الاجتماع لأن المصاحبة تقتضي طول لبثه، فكل اصطحاب اجتماع ولا عكس. وفي المصباح الـصاحب يطلق مجازا  على من يذهب بمذاهب من مذاهب الأئمة فيقال أصحاب الشافعي، وأصحاب أبي حنيفة، وكل شئ لازم شيئا فقد استصحبه. واستصحب الكتاب حمله صحبته، ومن هنا قالوا استصحب الحال إذا تمسك بها كأنك جعلت تلك الحالة مصاحبة غير مفارقة.

## الألقاب

### صاحبا أبي حنيفة
صاحبا أبي حنفية هما أبو يوسف يعقوب بن إبراهيم الأنصاري الكوفي ومحمد بن الحسن الشيباني. وهما صاحبا أبي حنيفة وتلميذاه.

### الصاحب في المطول
الصاحب المراد به في المطول وأمثاله أبو القاسم عباد الملقب بالصاحب أستاذ الإمام المحقق والمدقق عبد القاهر.

## الاستعمال في الأردو
الكلمة في لغة الأردو مرادف للسيد. ومنه اشتق اسم لقب عسكري.